# Lăcrămioara Filip
Pour les articles homonymes, voir Filip.
Lăcrămioara Filip, née le 4 avril 1973, est une gymnaste artistique roumaine.

## Palmarès

### Championnats du monde
- Stuttgart 1989
  -  médaille d'argent au concours par équipes